# Église Saint-Pierre d'Auvillar
Pour les articles homonymes, voir Église Saint-Pierre.
L'église Saint-Pierre d'Auvillar est une église catholique située à Auvillar, dans le département français de Tarn-et-Garonne en France.

## Historique

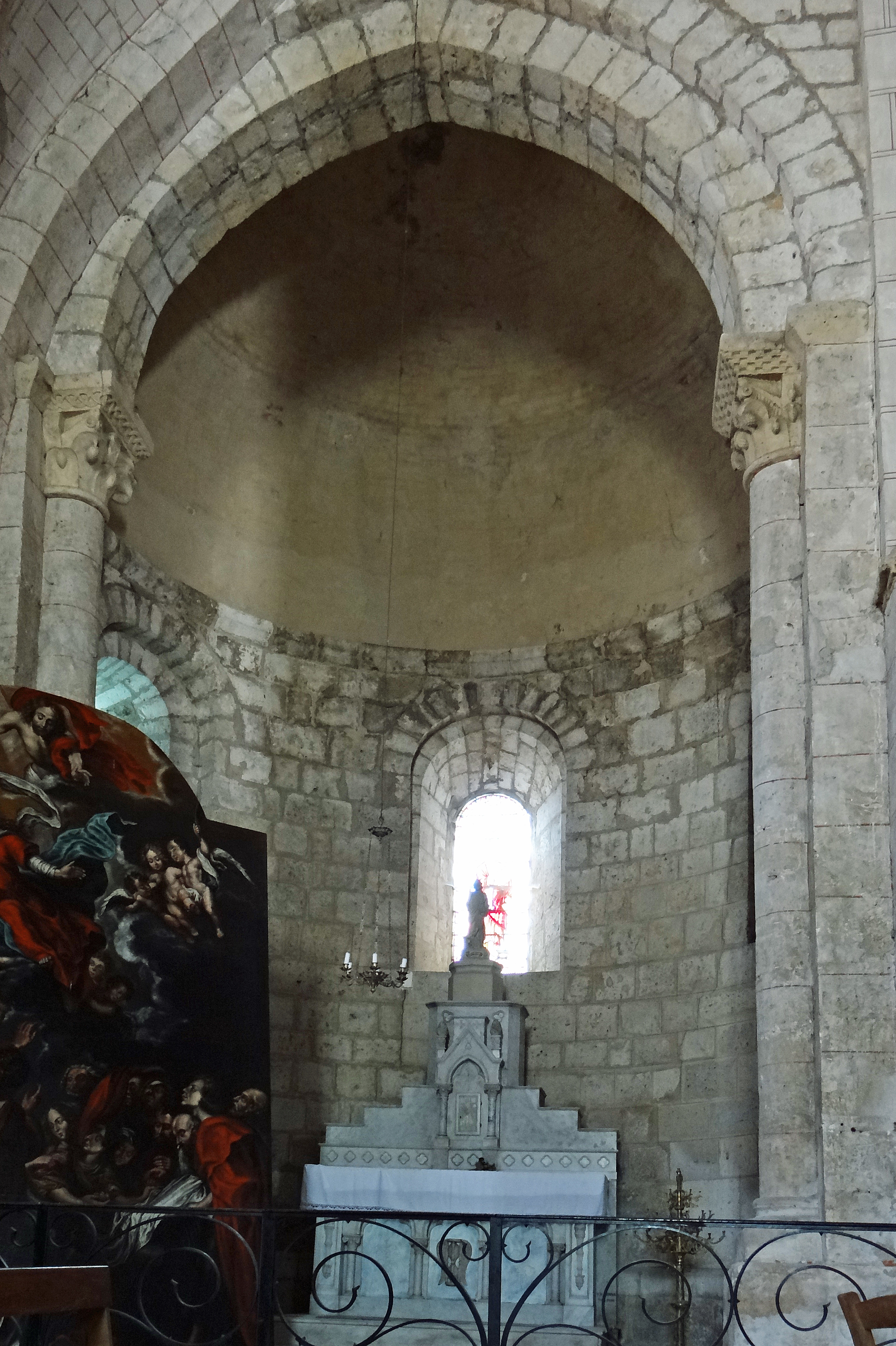
L'absidiole nord romane

Les traces les plus anciennes du christianisme à Auvillar datent du XIIe siècle avec l'église et une inscription funéraire.
L'église romane du XIIe siècle composée d'une nef flanquée de bas-côtés se terminant sur l'abside centrale et deux absidioles latérales orientées. On ne sait pas si cette église avait un transept.
Dans la Monographie du Mas-Grenier, Adolphe Jouglar relève des mentions d'un prieuré à Auvillar au XIIe siècle. Cependant François Moulenq, dans les Documents historiques sur le Tarn-et-Garonne ne reprend pas ces informations.
Une inscription funéraire datée de 1187 a été retrouvée dans un contrefort du clocher :
† KALENDIS MARCII INCARNA
TI VERBI ANNO M. C.
L. XXX. VI. OBIIT R. P.
DESLEMOS CAPEL
LANUS. ISTIUS ECCE.
« Aux Kalendes de mars (1er mars) de l'an 1186 (1187 nouveau style) du Verbe Incarné, mourut R. P. Deslemos, chapelain de cette église ».
L'église est sous la dépendance de l'abbaye de Moissac jusqu'à la fin du XIIe siècle d'après A. Jouglar qui cite un acte de 1205 entre l'abbaye de Moissac et l'abbé du Mas-Grenier. Le prieuré peut appartenir à l'abbaye du Mas-Grenier dès la fin du XIIe siècle.
La première citation concernant cette église date de 1261 quand Bernard de l'Isle, prévôt du chapitre de Saint-Étienne de Toulouse, restitue le prieuré à Raymond de Septens, abbé du Mas-Grenier.
Le démontage du retable du maître-autel en 2012 a montré qu'un vaste chœur rectangulaire de deux travées a été construit au XIIIe siècle, très probablement après la restitution du prieuré à l'abbaye du Mas-Grenier.
Le pape Clément V est le frère du seigneur d'Auvillar, Arnaud Garcie de Goth. En juin 1304, encore archevêque de Bordeaux, il vient visiter le prieuré et y célèbre la messe. Le 3 janvier 1307, le pape Clément V confirme depuis Villandraut la nomination du neveu de l'abbaye du Mas-Grenier, Girmond de Hautpoul, comme prieur de Saint-Pierre d'Auvillar. Le pape y fait encore un court séjour les 12 et 13 décembre 1308.
La nef a été reconstruite au XIVe siècle depuis les absidioles jusqu'à la façade occidentale. Des auteurs attribuent cette reconstruction au pape Clément V, sans preuves. Adolphe Jouglar indique que la reconstruction de l'église a été initiée en 1340. Les archives du Mas-Grenier indiquent qu'un traité est passé entre le recteur, le prieur et consul d'Auvillar d'une part et le chapitre de la cathédrale Saint-Étienne d'Agen pour la réparation de l'église d'Auvillar et la reconstruction du clocher. La présence de deux enfeus au début de la reconstruction permet de supposer que les travaux ont aussi été financés par des particuliers.
Il ne reste plus de l'église romane que l'absidiole nord et quelques portions de l'arc triomphal de l'abside de la nef centrale.
En 1387, Jean III d'Armagnac, vicomte d'Auvillar, confirme les Coutumes d'Auvillar et reçoit le serment des consuls de la ville dans le bas-côté de droite de l'église.
L'église Saint-Pierre est située hors des remparts de la ville, près de la porte Saint-Pierre. Au XIVe siècle, l'église a eu à subir des dégâts pendant les guerres anglaises.
Des travaux sont entrepris dans le chœur au début du XVIe siècle, ce qui avait amené des historiens à affirmer qu'il avait été construit en 1505. Mais du chœur du XIIIe siècle, il reste les murs, les contreforts extérieurs, quatre supports d'angle placés aux quatre angles du chœur, les grands arcs formerets en brique. Les voûtes avec les chapiteaux ont été refaits ainsi que le mur du chevet. Sur ce dernier, un contrefort extérieur est ajouté dans l'axe du mur et la grande fenêtre est remplacée par deux fenêtres. Il ne semble pas que ces travaux aient été faits par Gérard de Prat qui a été prieur d'Auvillar et abbé du Mas-Grenier entre 1497 et 1500 car on ne trouve pas son blason dans ceux qui ont été sculptés dans l'église.
En 1493, Raymond de Bernard, prêtre, fonde une chapellenie dans la chapelle Notre-Dame-de-Pitié qu'il a fait construire. En 1502, son frère rédige son testament où il demande à entre enseveli dans la même chapelle et fait un don pour la chapellenie créée par son frère. Il fait aussi un don pour les réparations du chœur de l'église. Deux chapelles sont construites contre le mur sud du chœur. La chapelle se trouvant à l'est est accessible à partir du chœur. L'autre chapelle remplace l'absidiole sud.
Catherine de Foix Candale, épouse de Charles Ier d'Armagnac vicomte d'Auvillar, dote le prieuré d'une fondation orbituraire.
Le clocher est reconstruit en 1540 sous l'égide de l'abbé Jean IV de Toucheboeuf.
L'église va subir des destructions pendant les guerres de Religion, en 1570, 1577 et 1580. Le prieuré est détruit et l'église en grande partie ruinée.
Pour reconstruire les parties détruites de l'église, les consuls d'Auvillar se sont adressés vers le prieur, le curé et le chapitre de la cathédrale d'Agen. Le prieur leur a répondu que les habitants avaient démoli la maison priorale pour renforcer les remparts de la ville. Un accord est finalement trouvé dans deux actes de transaction passés le 25 mars et le 30 avril 1609. Les consuls s'engageant à construire deux chapelles, accommodées de trois arcs principaux et entièrement couvertes, le prieur et le chapitre s'engageant pour le reste. Les réparations comprennent la reprise des voûtes du chœur et la toiture, la nef est pourvue d'une fausse voûte lambrissée. Les supports entre la nef et le collatéral sud sont repris comme le montrent les dates de 1604 et 1620 des inscriptions signées par le maître d'œuvre Jehan l'Église qui est aussi connu pour être intervenu sur la cathédrale Saint-Étienne d'Agen. Les travaux de restauration faits récemment dans le chœur ont permis de retrouver des peintures du XVIIe siècle. Élévation du grand retable du chœur.
L'autel baroque du chœur a été mis en place en 1674, donnant la date de la fin des travaux de sa restauration.
Le clocher s'effondre partiellement en 1794.
En 1860, un lambris couvrant la nef s'est effondré.
L'édifice a été classé au titre des monuments historiques en 1862,. Plusieurs objets sont référencés dans la base Palissy.
À la suite du classement de l'église, les voûtes sont refaites et achevées en 1867 sauf celles du chœur et de la travée orientale du collatéral nord. Les travaux sont dirigés par l'architecte Théodore Olivier qui a aussi réalisé la nouvelle façade en pierre de l'église.
En 1918, les voûtains de la nef et bas-côtés sont restaurés.
Le clocher est consolidé en 1940, puis restauré en 1976. En 1979, mise en place d'une couverture sur une tourelle du clocher.
En juin 2009, un coup de foudre sur le chœur entraîne des dégradations à l'ensemble des parements, nervures et voûtains du chœur de l'église. En octobre 2009, il a été constaté que des infiltrations d'eau nécessitaient des réparations sur le retable après avoir repris la structure du chœur. La restauration du retable de 10 mètres de hauteur s'est achevée en juin 2014.

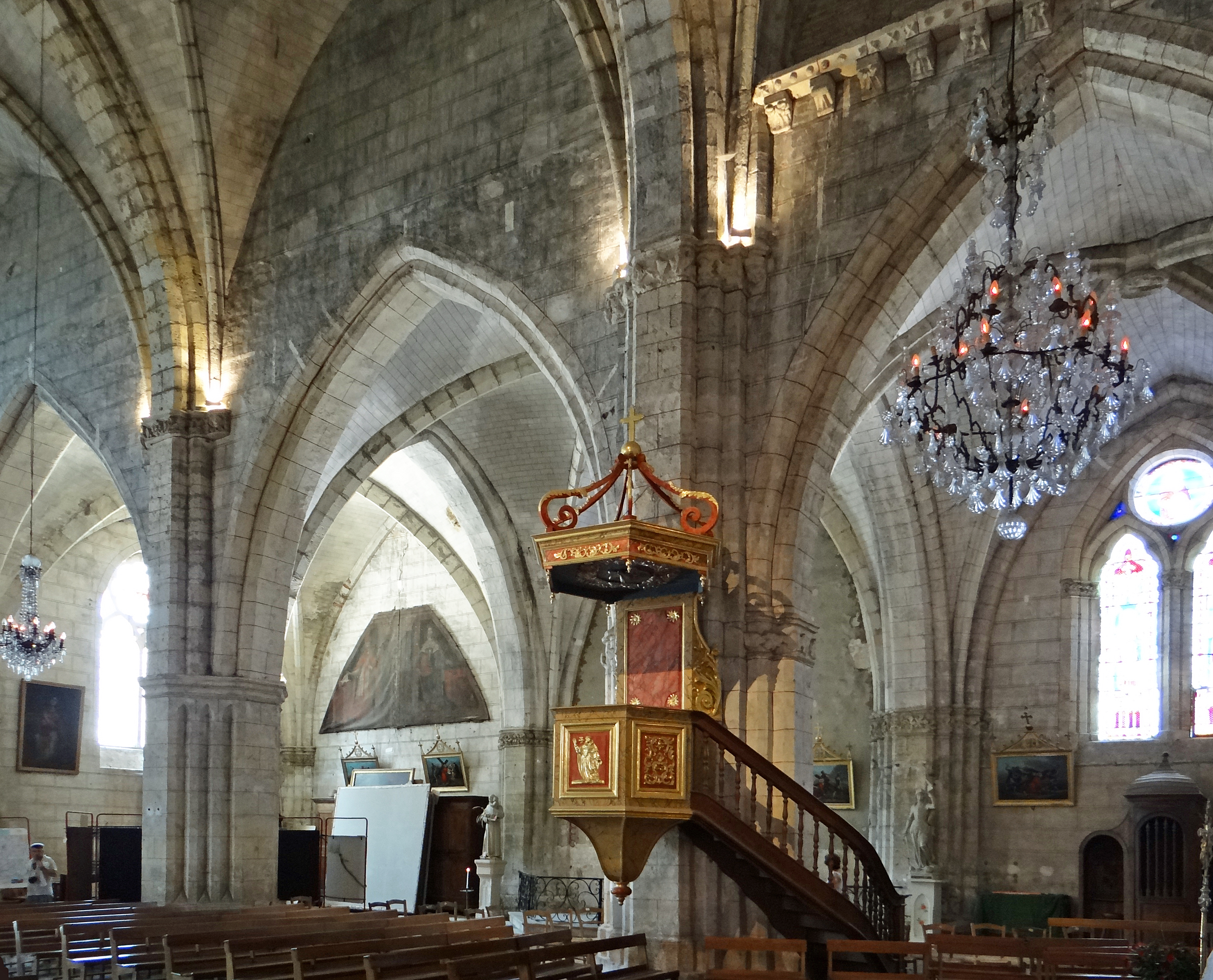
Élévation de la nef et collatéral nord
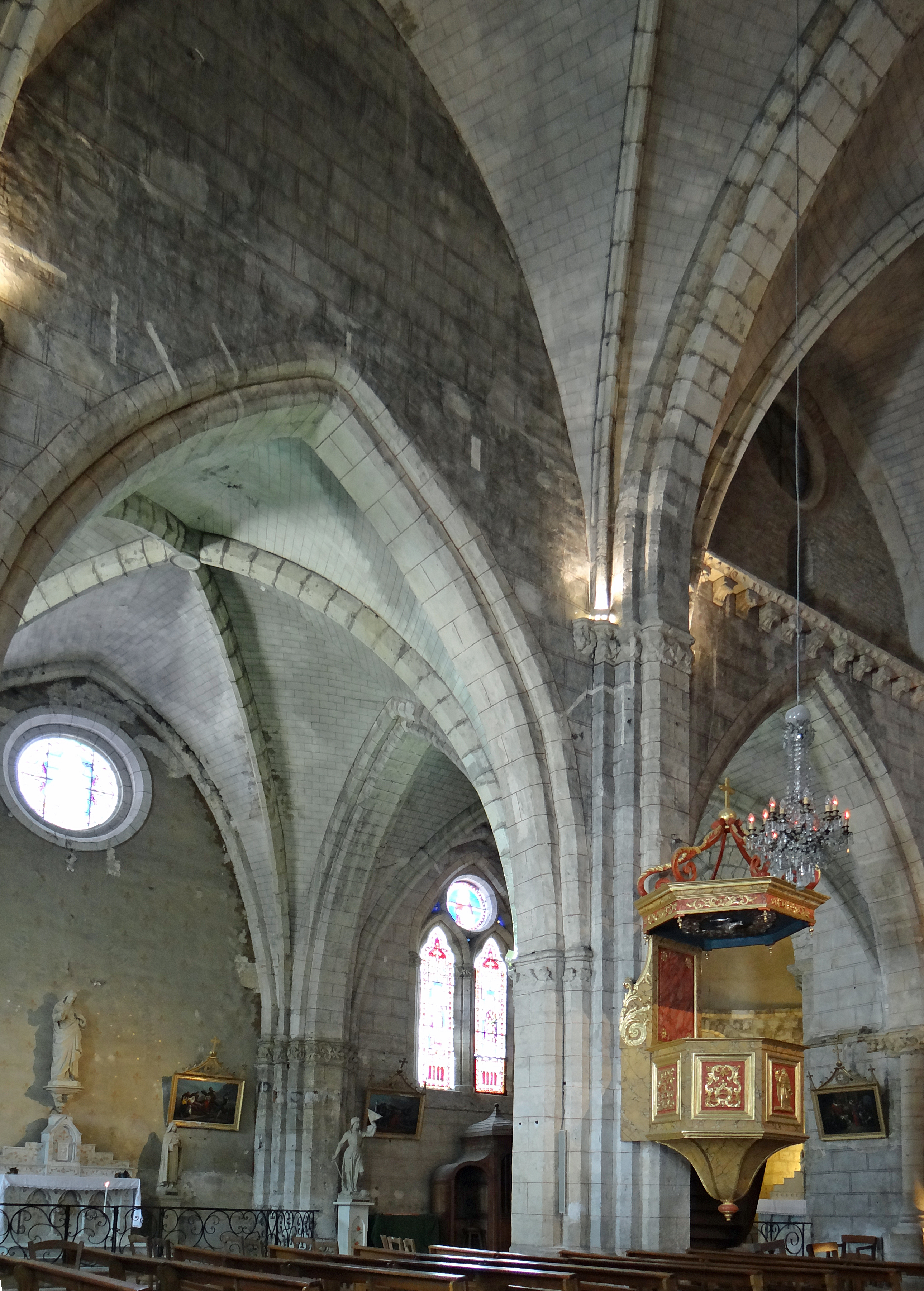
Chaire à prêcher et collatéral nord
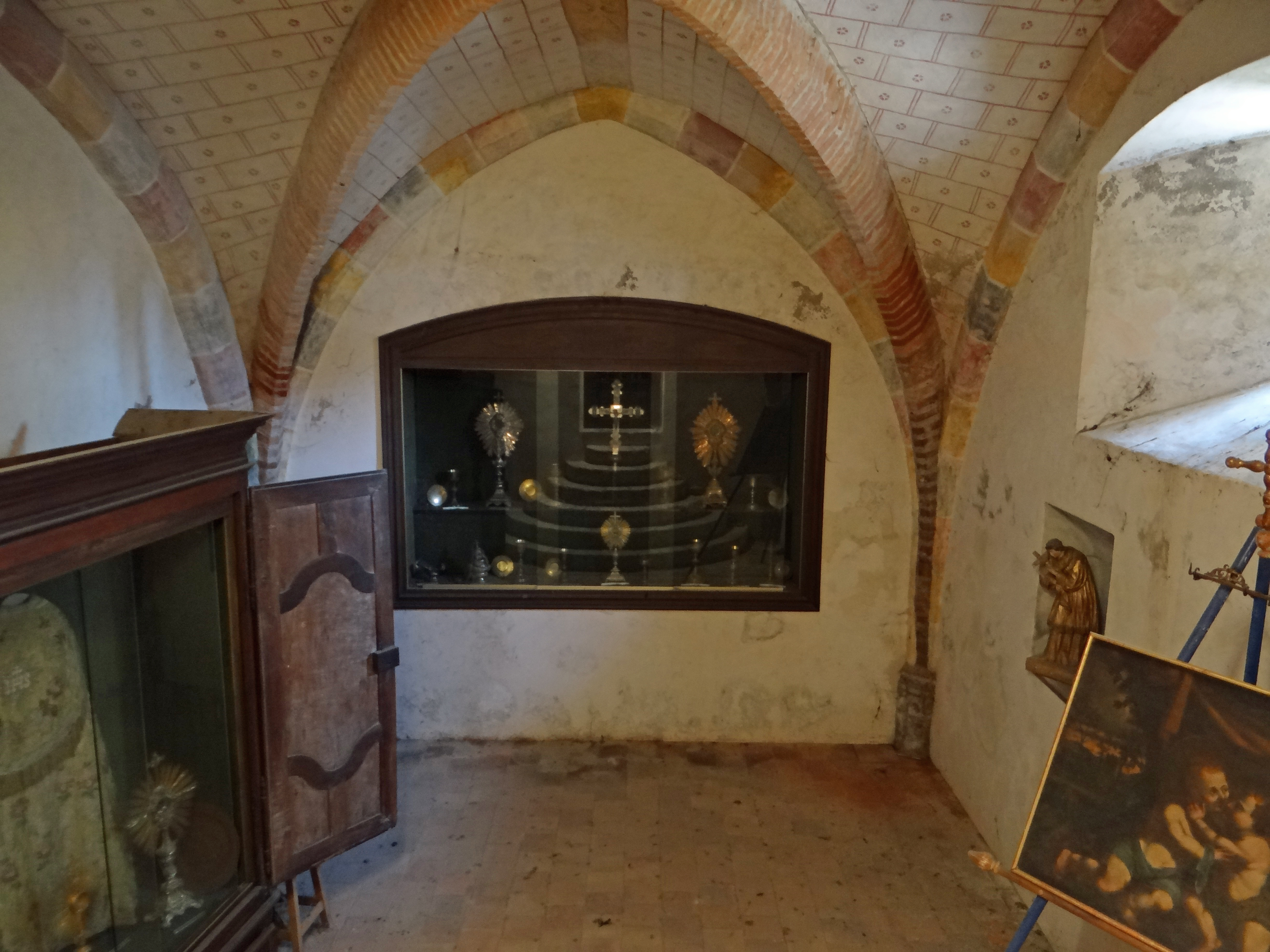
Crypte du trésor
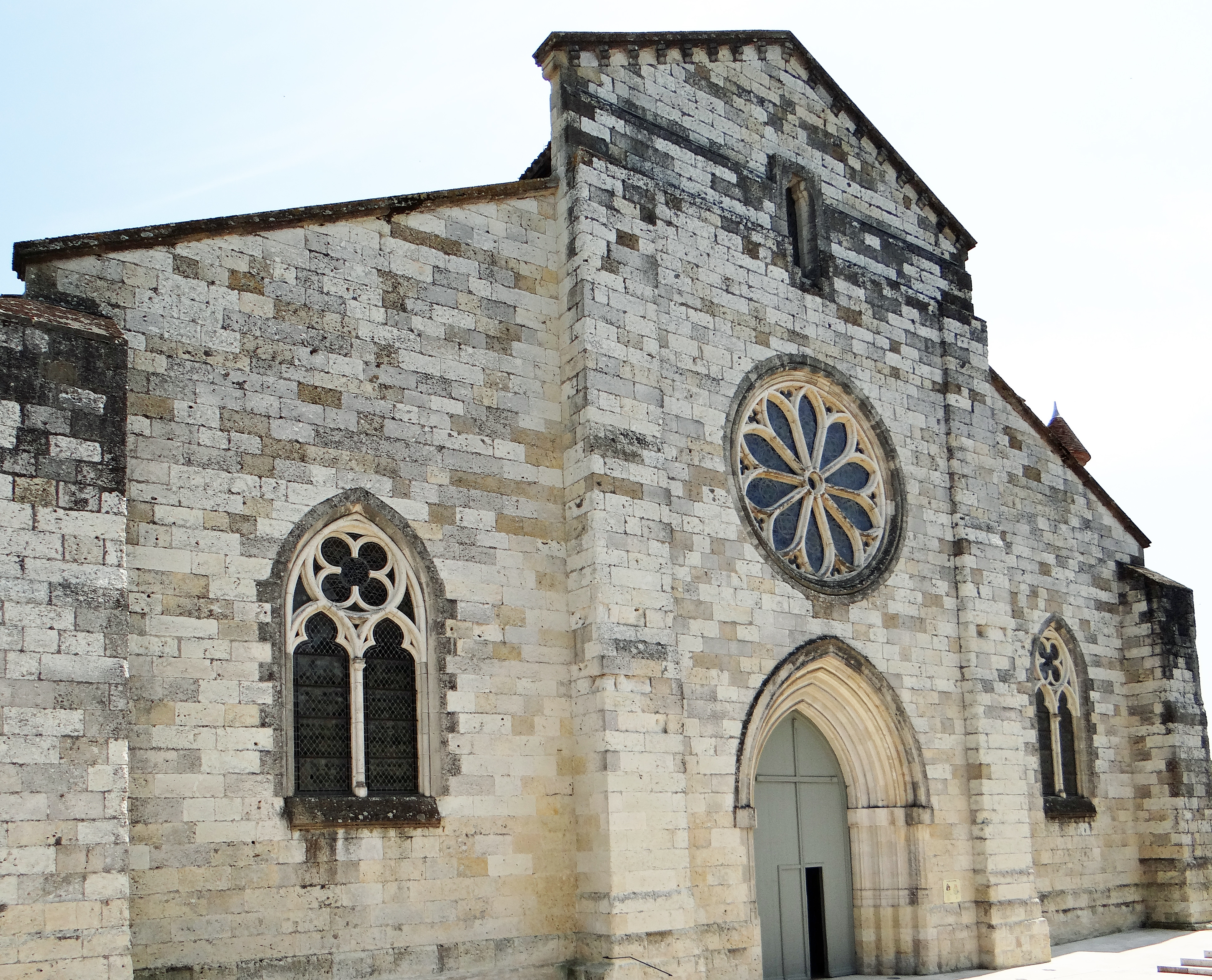
La façade construite en 1867

## Mobilier
- Retable du maître-autel du XVIIe siècle. Le tableau central représente l'Assomption de la Vierge, peint par Bern d'Henny, d'après un tableau de Pierre Paul Rubens[11]. Le retable est classé MH au titre des objets en 1964[12].
- Un ensemble de 9 tableaux pouvant provenir d'un même polyptyque, peint en 1690 par le peintre P. Lannet[13].
- Chaire à prêcher du XVIIIe siècle classée aux monuments historiques à titre d'objet en 1972[14].
- Retable du XVIIIe siècle avec une statue de la Vierge à l'Enfant et deux bustes représentant saint Clair et saint Augustin[15].

## Vitraux
Des vitraux ont été posés par l'atelier de Louis Saint-Blancat, à Toulouse.

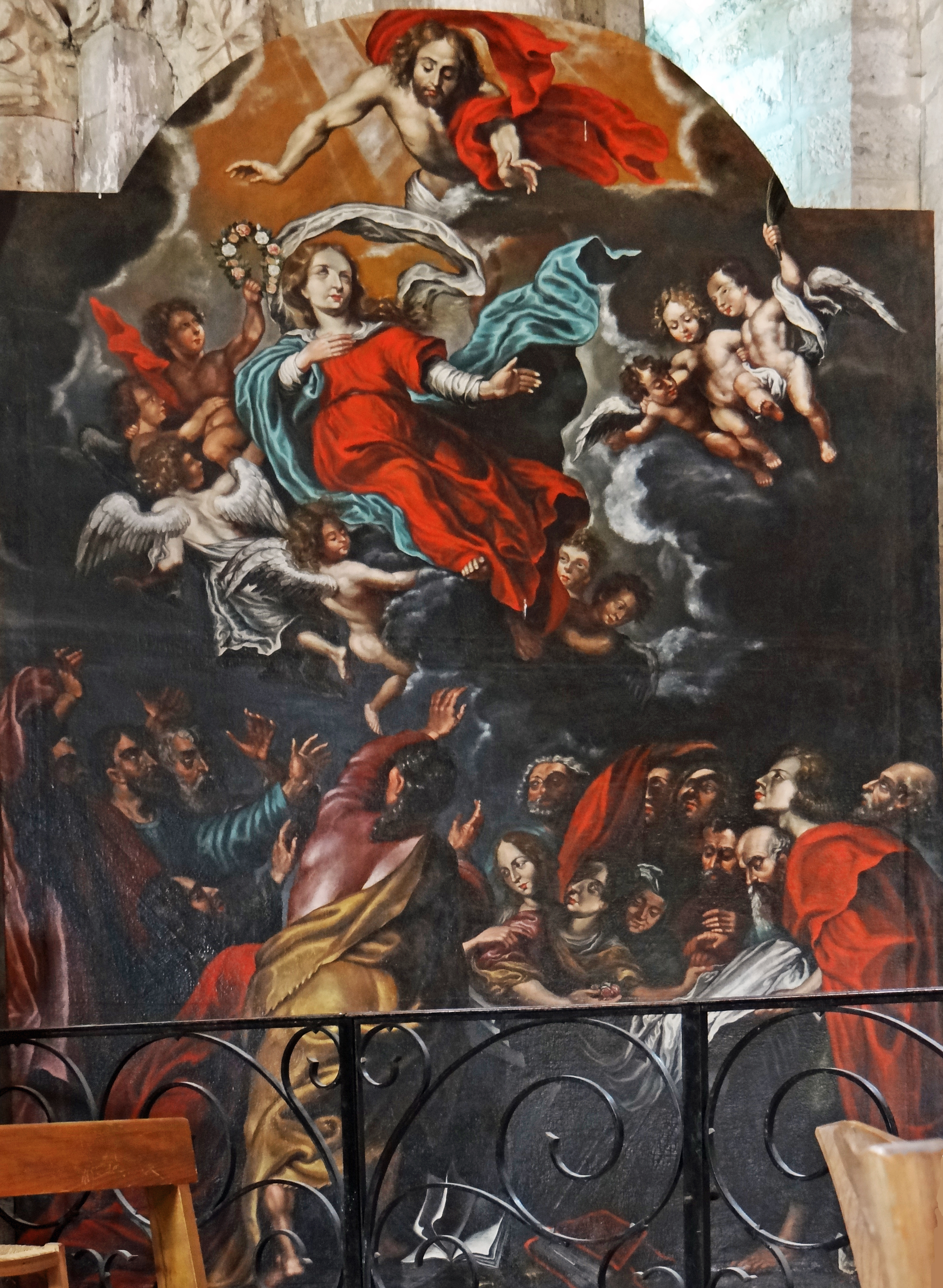
Retable du chœur: L'Assomption de Bern d'Henny d'après un tableau de Pierre Paul Rubens
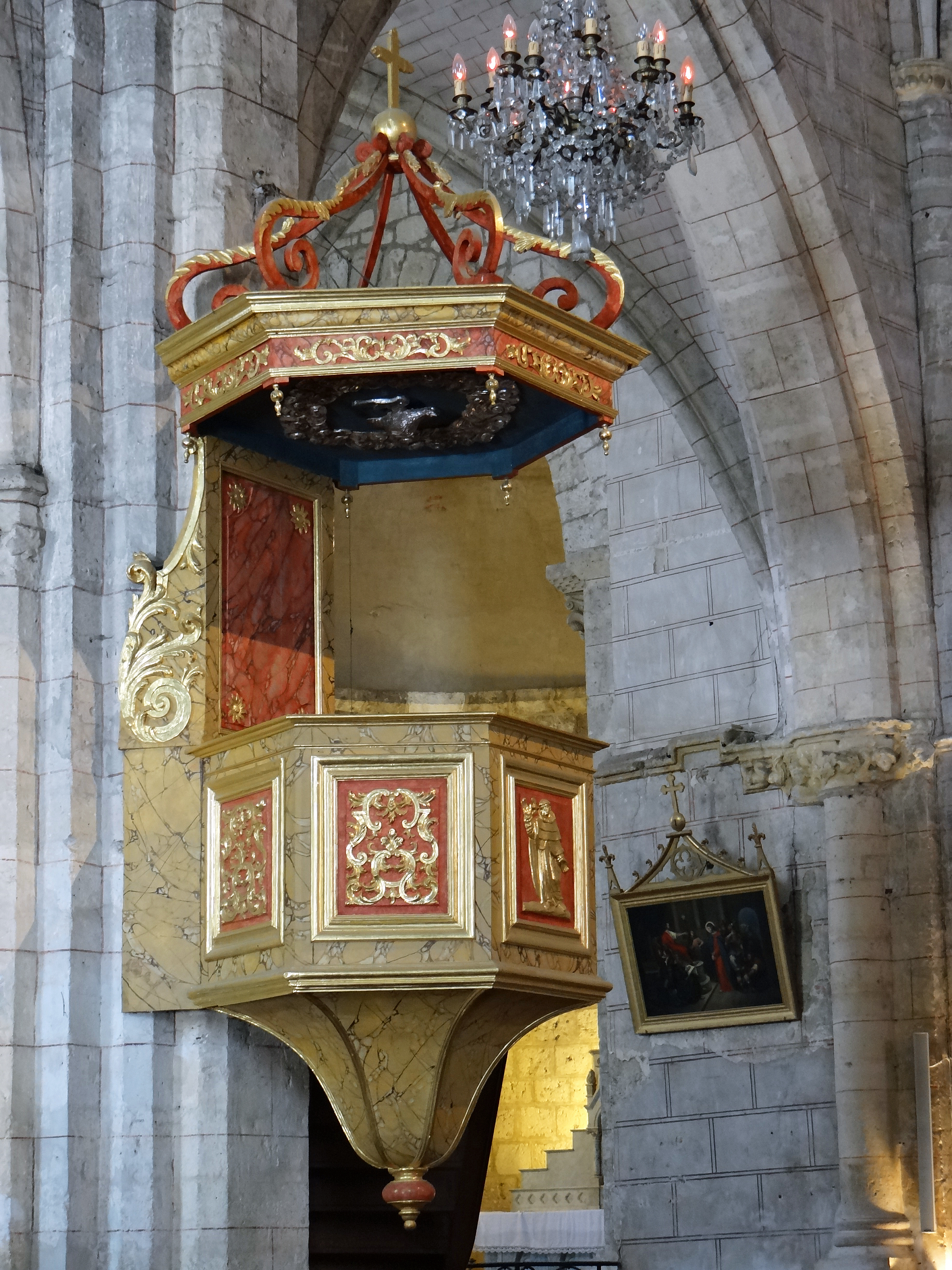
Chaire à prêcher
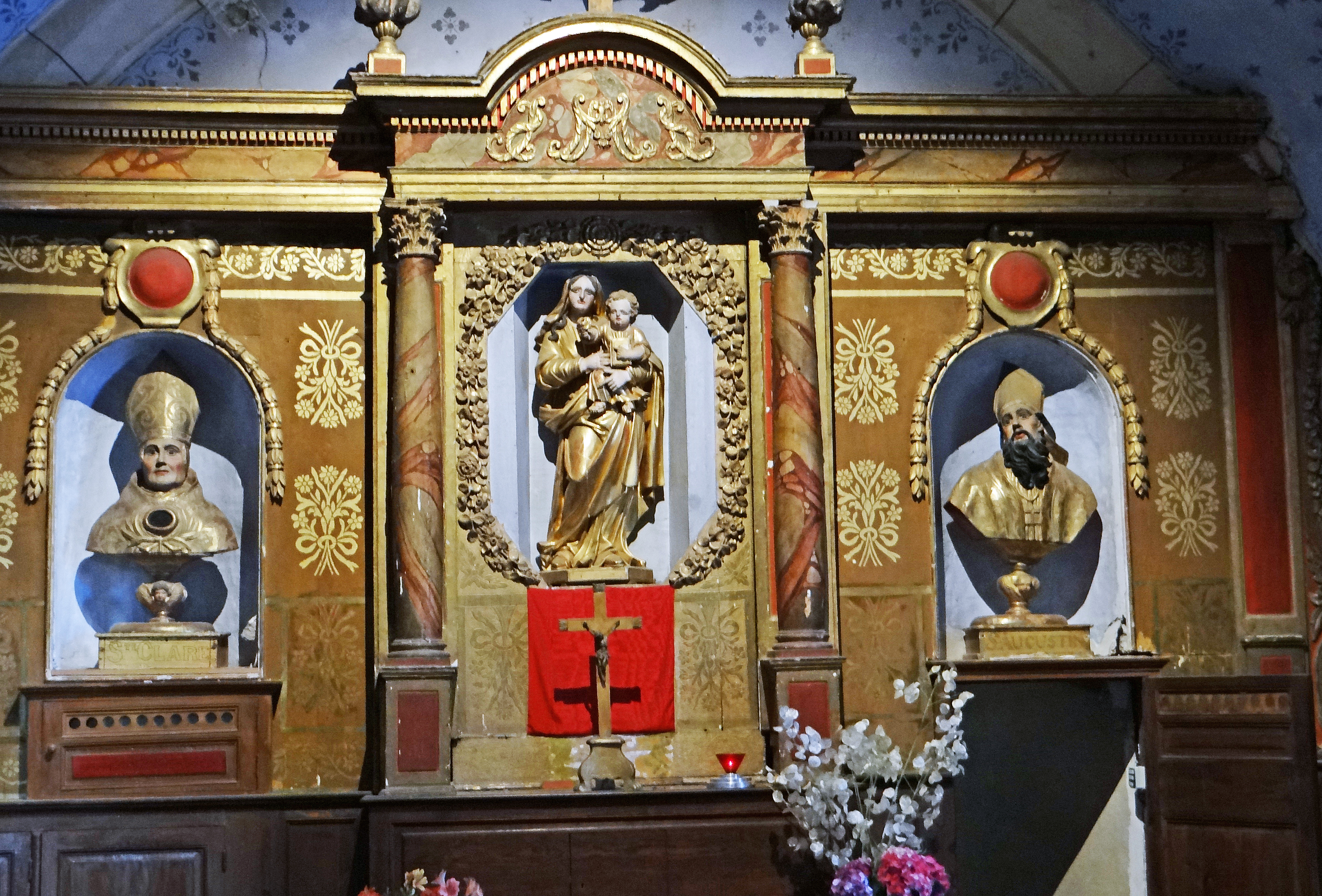
Retable du XVIIIe siècle
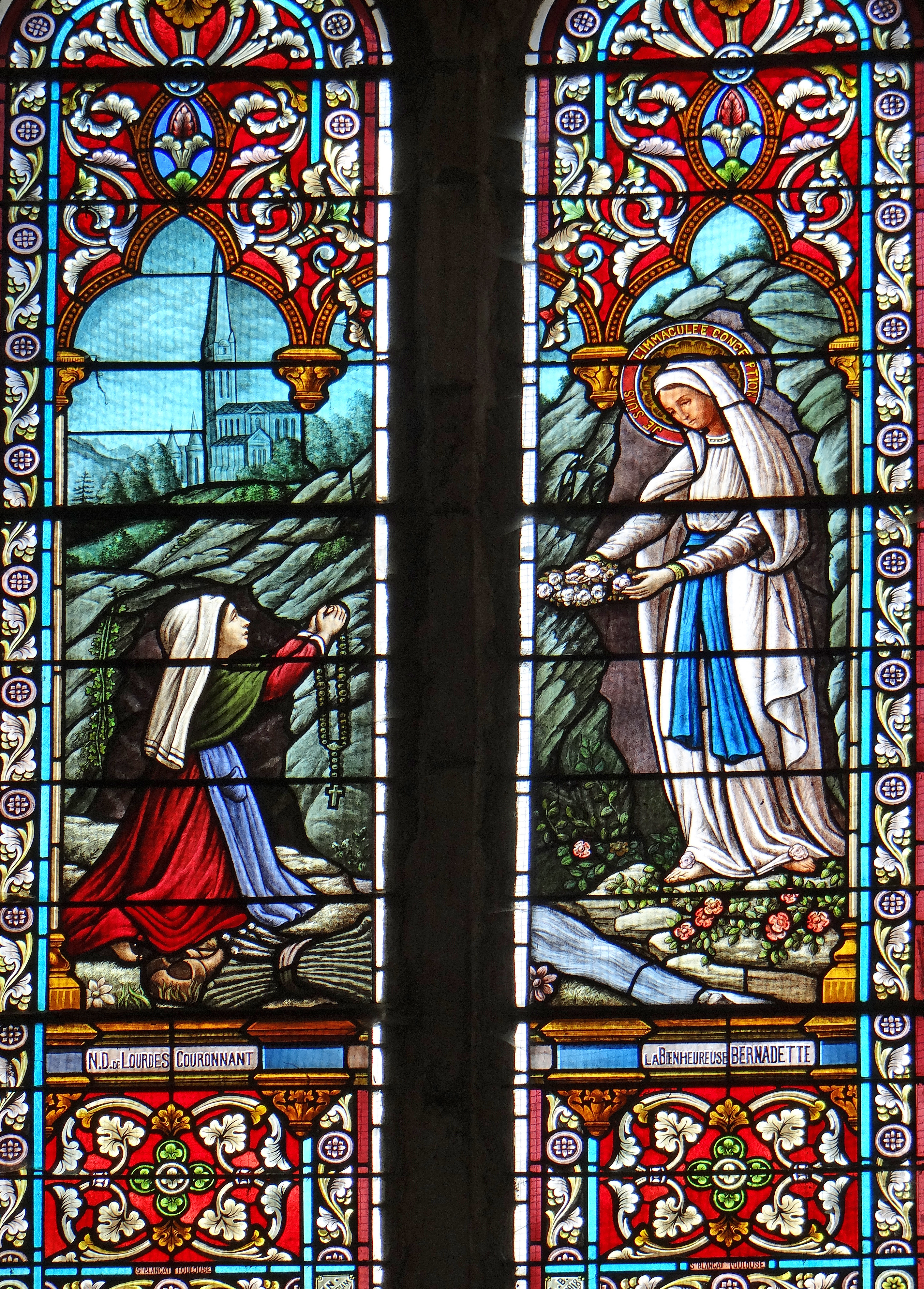
Vitraux de Louis Saint-Blancat